# Gottfried Lindemann
Gottfried Lindemann, död 1741 i Karlshamn var en svensk tonsättare och organist i Karlshamns församling.

## Biografi
Gottfried Lindemann var troligen från Stettin och elev till Friedrich Gottlieb Klingenberg. Mellan 1713 och 1717 skrev Lindemann av musik i Stettin och Hamburg. Han antogs 27 oktober 1719 som organist i Karlshamns församling. Han var troligen en uppskattad musiker och 1721 tackade kyrkorådet honom för vacker musik. 1721 bodde han på nummer 23 hos Johan Bötker. 1722 flyttade han till borgaren Åke Humblegren på nummer 169. Lindemann flyttade 1727 till nummer 88 och 1729 till nummer 73. Lindemann gifte sig omkring 1730 med Magdalena Ellers. De flyttade samma år till nummer 27. Ellers och Lindemann fick tillsammans dotter Hedevig (född 1731). De bodde från 1739 på nummer 73 i Karlshamn. Lindemann begravdes 8 mars 1741 i Karlshamn.

## Musikverk
- Wo ist der Liebste hingegangen för altsolo, två viola da braccio, violon och orgel. Skriven till Kristi himmelsfärdsdag den 13 maj 1726 i Karlshamn. Texten är skriven av Angelius Silesius.[18]
- 6 arior och kantater.[1]

### Kantater
- Singetfrölich Gott. Herr Gott, dich loben wir Auf. Skriven den 15 december 1721, till firande av freden mellan Sverige och tsaren i Moskva.[1]